# Star Wars: Klonové války
Star Wars: Klonové války (v anglickém originále Star Wars: The Clone Wars) je animovaný dobrodružný sci-fi film z prostředí Star Wars, který se odehrává v mezidobí filmů Star Wars: Epizoda II – Klony útočí a Star Wars: Epizoda III – Pomsta Sithů, jež jsou součástí hlavní filmové série.

## Příběh
Anakinu Skywalkerovi, který s Obi-Wanem bojoval v plně vypuklých Klonových válkách proti armádě droidů na planetě Christophsis, byla na příkaz mistra Yody přidělena mladá, náctiletá padawanka Ahsoka Tano, aby dokončil její výcvik, z čehož není vůbec nadšený.
Spolu pak plní nejrůznější mise, z nichž nejdůležitější je záchrana syna Jabby the Hutta. Jeho únos zosnoval hrabě Dooku, aby dostal Hutty na stranu Separatistů. Při té Anakin i se svou "učednicí" zažívají mnoho dobrodružství a zvykají si na sebe.

## Obsazení
| Herec                    | Role                        | České znění       |
| ------------------------ | --------------------------- | ----------------- |
| Matt Lanter              | Anakin Skywalker            | Bohumil Švarc ml. |
| Ashley Eckstein          | Ahsoka Tano                 | Anežka Pohorská   |
| James Arnold Taylor      | Obi-Wan Kenobi              | Saša Rašilov      |
| Christopher Lee          | Hrabě Dooku / Darth Tyranus | Bohumil Švarc     |
| Tom Kane                 | Mistr Yoda                  | Bohuslav Kalva    |
| Tom Kane                 | Admirál Yularen             | Jiří Schwarz      |
| Dee Bradley Baker        | Kapitán Rex                 | Jan Šťastný       |
| Dee Bradley Baker        | Další Klony                 | Marek Libert      |
| Samuel L. Jackson        | Mace Windu                  | Pavel Rímský      |
| Nika Futterman           | Asajj Ventress              | Martina Menšíková |
| Anthony Daniels          | C-3PO                       | Tomáš Juřička     |
| Ian Abercrombie          | Darth Sidious               | Jiří Plachý       |
| Catherine Taber          | Padmé Amidala               | Jitka Moučková    |
| Corey Burton             | Ziro the Hutt               | Bohdan Tůma       |
| David Acord              | Rotta the Huttlet           | -                 |
| Kevin Michael Richardson | Jabba the Hutt              | -                 |